# Йові
Йові — одне з імен міфічного гомініда, що, вважається, живе у австралійській цілині. Історія чудовиська походить з усних переказів аборигенів. У декількох районах Квінсленду його називають кінкін (quinkin), чи джугабіна (joogabinna). У деяких місцях Нового Південного Уельсу її звуть джуравара, мингавін, путікан, губба, дулага, гулага та тулагал (jurrawarra, myngawin, puttikan, gubba, doolaga, gulaga and thoolagal). Зустрічаються ще такі імена, як яху, ярома, нукуна, ваві, пакарлангу, джимбра та тжангара (yahoo, yaroma, noocoonah, wawee, pangkarlangu, jimbra and tjangara).
Багато хто вважає, що йові є продуктом містифікації, фольклору та помилкових впізнань. Істоти, схожі на йові, є частими героями легенд австралійських аборигенів, особливо тих, що мешкають у східних штатах Австралії.

## Опис
Зазвичай йові описують як волохатих і мавпоподібних істот, що мають зріст від 2,1 м до 3,6 м. Ноги йові більші, ніж у людини, але за даними свідків, знайдені сліди, що нібито належать йові, мають дуже різні розмір, форму та кількість пальців, Ніс йові описують як широкий та плоский. 
Щодо поведінки йові, деякі кажуть, що вони боязкі або сором'язливі. Інші описують їхню поведінку як іноді насильницьку або агресивну.

## Походження назви
Точне походження імені «йові», що описує непізнаних гомінідів, поки невідомо. Деякі письменники ХІХ століття припускали, що воно виникло з легенд аборигенів.
Але є інша версія, що ґрунтується на даних, отриманих від самих аборигенів. Вона передбачує, що йові з'явилися протягом Часу сновидінь .
Є також версії, які стверджують, що єгу з Мандрів Гуллівера Джонатана Свіфта та європейські оповіді про диких волохатих людей, теж могли бути джерелом виникнення йові.

## Випадки спостережень

### ХІХ століття
1870х у пресі з'являлися згадки про «тубільних мавп». В одній з газет навіть було таке повідомлення: «Якщо хто ще не знає, чорношкірі кажуть про якихось неземних тварин, чи то нелюдей … про єгу-диявола, чи волохату людину з дерева …»

У своїй статті «Австралійські мавпи» аматорський натураліст Генрі Джеймс Мак-Куї стверджував, що бачив на південному узбережжі Нового Південного Уельсу «тубільну мавпу», яка 

|  | ". мала зріст приблизно 5 футів. Вона була безхвоста та покрита дуже довгим чорним волосям, що на горлі та грудях було брудного червоного або темно-жовтувато-коричневого кольору ..." |

Наступний спалах повідомлень про мавпоподібних істот стався в 1912 році. Йові з'явилися в збірнику творів Дональда Френда про копальні в районі Хілл-Енд в Новому Південному Уельсі. Френд відносив йові до одного з видів бун'їпів (австралійське чудовисько, що мешкає у воді).

### Сьогодення

#### Австралійська столична територія
У 2010 році чоловік з Канберри помітив істоту, схожу на йові, у своєму гаражі. За словами чоловіка, істота була вся покрита волоссям, мала вигляд підлітка з довгими руками, та намагалася спілкуватися.

#### Новий Південний Уельс
У Новому Уельсі люди повідомляли про випадки виявлення йові чисельну кількість разів. Деякі приклади:
- У 1996 році подружжя з Н'юкаслу повідомило, що вони бачили волохату тварюку, що була прямохідня, та мала зріст не менше 2,1 м, з непропорційно довгими руками і без шиї. За їх словами, це трапилось біля Брейвуду.
- 2000 року Стів Пайпер зняв на камеру невідому двоногу тварину під час знаходження у буші. Фільм став відомим як 'Piper Film'.
- [15]

#### Квінсленд
На південному сході штату Квінсленд було більше доповідей про йові, ніж де-небудь ще в Австралії. У 1977 році колишній сенатор Квінсленду Білл О'чі повідомив в пресі, що він бачив йові під час шкільної подорожі до Спрінгбруку. O'Чі порівняв істоту, яку він бачив, з Чубаккою з «Зоряних воєн», сказавши журналістам, що істота була більша за 3 метри у висоту.